# Kazuki Saitō (Fußballspieler, 1996)
Kazuki Saitō (japanisch 齋藤 和希 Saitō Kazuki; * 26. Juli 1996 in der Präfektur Osaka) ist ein japanischer Fußballspieler.

## Karriere
Saitō erlernte das Fußballspielen in der Jugendmannschaft von Cerezo Osaka und der Universitätsmannschaft der Osaka Gakuin-Universität. Seinen ersten Vertrag unterschrieb er 2019 bei Kataller Toyama. Der Verein aus Toyama spielte in der dritthöchsten Liga des Landes, der J3 League. Am Ende der Saison 2024 belegte er mit dem Verein den dritten Platz und qualifizierte sich für die Aufstiegsspiele. Hier spielte man im Finale gegen Matsumoto Yamaga 2:2-Unentschieden. Da Katallar in der regulären Spielzeit den dritten Platz belegte, stieg man in die zweite Liga auf. Nach 14 Ligaspielen wechselte er im Januar 2025 zum Fünftligisten Toho Titanium SC. Mit dem Verein aus der Präfektur Kanagawa spielt er in der Kanto Soccer League (Div.1).